# Bahenní sopky v Berce
Bahenní sopky v Berce (rumunsky Vulcanii Noroioși de la Pâclele Mici) jsou geologickou a botanickou rezervací v katastru obce Berca, která se nachází v rumunské župě Buzău. Nejzajímavějším útvarem této rezervace jsou bahenní sopky, několik metrů vysoké útvary vzniklé vývěrem plynů a bahna z nitra země. Vývěry se vyskytují na třech různých místech nedaleko od sebe, nazývaných Malé bahenní sopky (souřadnice N45 20.371 E26 42.430) a Velké bahenní sopky (N45 21.606 E26 42.816). Za vesničkou Beciu směrem na Arbănași se pak nachází ještě jeden, nejméně navštěvovaný areál bahenních sopek.

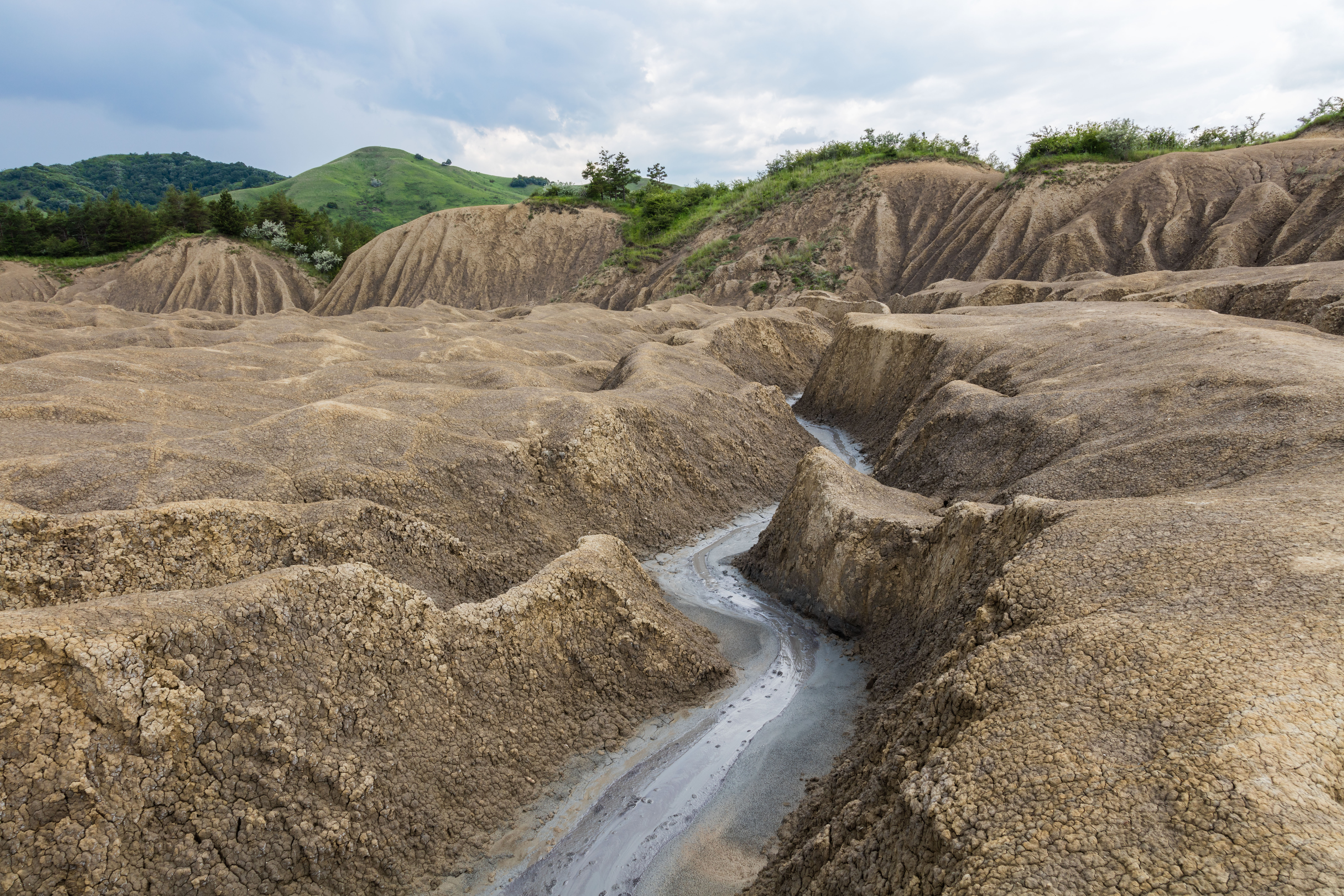

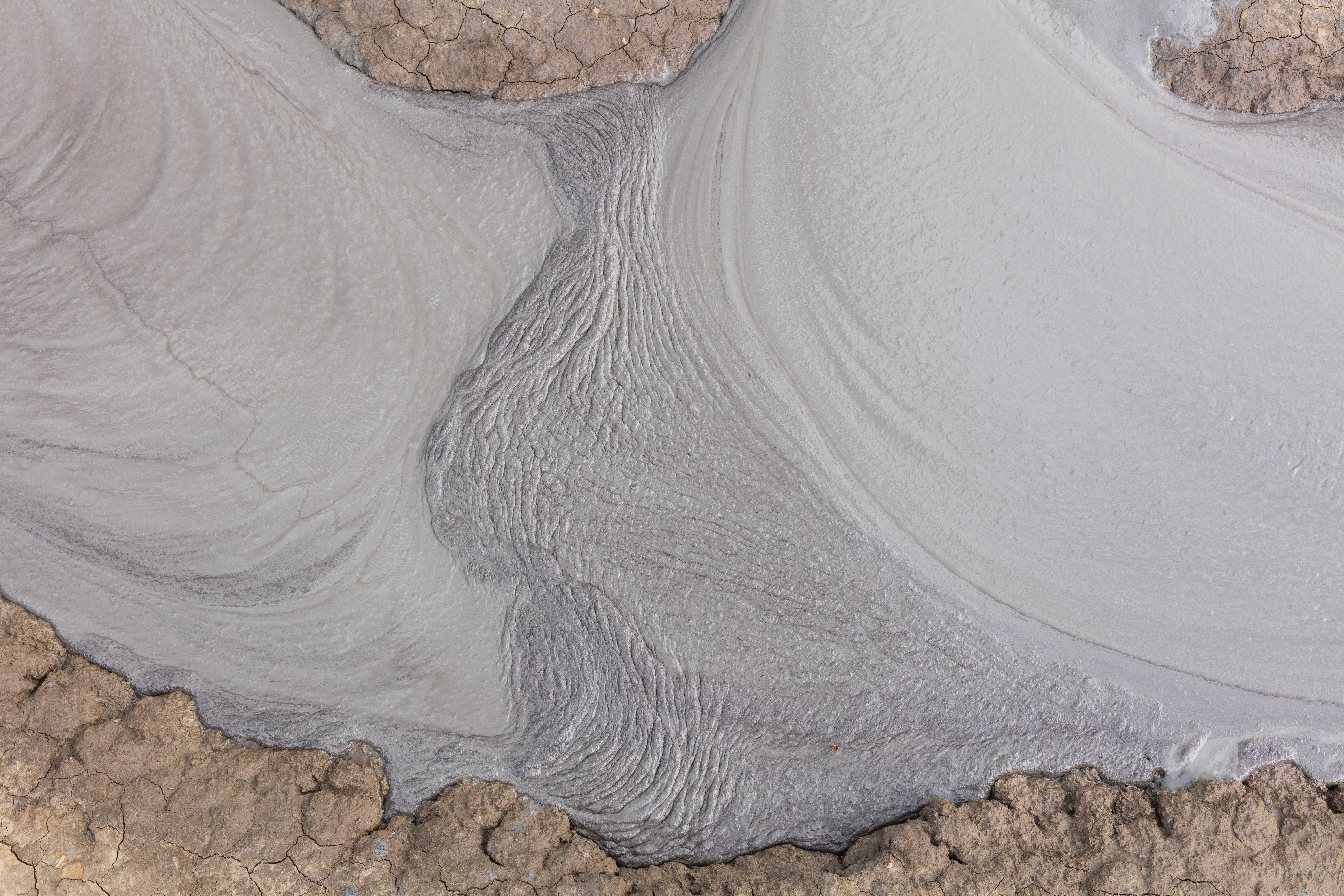

Areál Velkých bahenních sopek je snáze přístupný, ale je rozlohou menší než areál Malých bahenních sopek. Vstup do obou je zpoplatněn. Vývěry za Beciu jsou opuštěné a volně přístupné. 

## Geologický jev
Plyny unikající z hloubky kolem 3 000 metrů k povrchu země procházejí zvodnělými vrstvami jílu. Cestou strhávají podzemní slanou vodu a bahno, které vynášejí k povrchu. Voda a bahno přetékají přes okraj kráteru, zatímco plyn se uvolňuje v podobě bublin. Bahno na povrchu vysychá a tvoří poměrně pevnou kuželovitou strukturu připomínající skutečnou sopku. Bahno vyvěrající ze země je chladné. 
Podobné, i když mnohem menší útvary se vyskytují i v Česku v Národní přírodní rezervaci Soos. Podobné útvary se nacházejí i na Sibiři a v  Austrálii.

## Flóra
Půda kolem bahenních sopek je velmi slaná. Vegetace je velmi chudá, neboť jen velmi málo druhů dokáže přežít nehostinné podmínky. Okolí bahenních sopek tak připomíná měsíční krajinu. Přesto je možné zde nalézt některé neobvyklé druhy rostlin, kterým tyto podmínky vyhovují – například Nitraria schoberi (druh šamanichy) a Obione verrucifera (druh lebedy).